# セマル駅
セマル駅（セマルえき）は、大韓民国京畿道議政府市新谷洞にある議政府軽電鉄の駅である。駅番号は(U119)。

## 駅構造
相対式ホーム2面2線を有する高架駅。　

### のりば
| 上り | ● | 鉢谷・回竜・軽電鉄議政府・東梧方面 |
| 下り | ● | 京畿道庁北部庁舎・塔石方面         |

## 歴史
- 2012年7月1日 - 議政府軽電鉄が開業。

## 隣の駅
議政府軽電鉄
●議政府軽電鉄　
東梧駅 (U118) - セマル駅 (U119) - 京畿道庁北部庁舎駅 (U120)